# The Christian Science Monitor
The Christian Science Monitor (viết tắt: CSM) là tổ chức tin tức quốc tế, cung cấp thông tin toàn cầu thông qua website, tuần báo, tin vắn hàng ngày, thư điện tử tin tức, tin tức qua Amazon Kindle và trang trực tuyến dành cho thiết bị di động. Tổ chức này do Mary Baker Eddy thành lập vào năm 1908. Tính đến năm 2011, số lượng lưu hành của ấn phẩm là 75.052.
CSM là tờ báo có nội dung là những sự kiện đang diễn ra ở Mỹ và thế giới. Báo gồm một mục dành cho tôn giáo trên trang "The Home Forum", tuy nhiên báo này cũng tuyên bố báo không phải là nơi truyền bá Phúc âm.
Ngày 28 tháng 10 năm 2008, biên tập viên John Yemma thông báo rằng báo sẽ dừng bản in để tập trung cho bản web. Thay vì ấn bản hàng ngày thì CSM sẽ xuất bản tạp chí tin tức mỗi tuần một số, dành sự tập trung cho vấn đề quốc tế.